# Evans (Colorado)
Evans es una ciudad ubicada en el condado de Weld en el estado estadounidense de Colorado. En el Censo de 2010 tenía una población de 18.537 habitantes y una densidad poblacional de 679,11 personas por km².

## Geografía
Evans se encuentra ubicada en las coordenadas 40°21′5″N 104°44′38″O / 40.35139, -104.74389. Según la Oficina del Censo de los Estados Unidos, Evans tiene una superficie total de 27.3 km², de la cual 26.42 km² corresponden a tierra firme y (3.23%) 0.88 km² es agua.

## Demografía
Según el censo de 2010, había 18.537 personas residiendo en Evans. La densidad de población era de 679,11 hab./km². De los 18.537 habitantes, Evans estaba compuesto por el 76.55% blancos, el 0.91% eran afroamericanos, el 1.23% eran amerindios, el 0.88% eran asiáticos, el 0.06% eran isleños del Pacífico, el 17.45% eran de otras razas y el 2.92% pertenecían a dos o más razas. Del total de la población el 43.14% eran hispanos o latinos de cualquier raza.